# Conseil intergouvernemental des pays exportateurs de cuivre
 (mars 2012).
Si vous disposez d'ouvrages ou d'articles de référence ou si vous connaissez des sites web de qualité traitant du thème abordé ici, merci de compléter l'article en donnant les références utiles à sa vérifiabilité et en les liant à la section « Notes et références ».

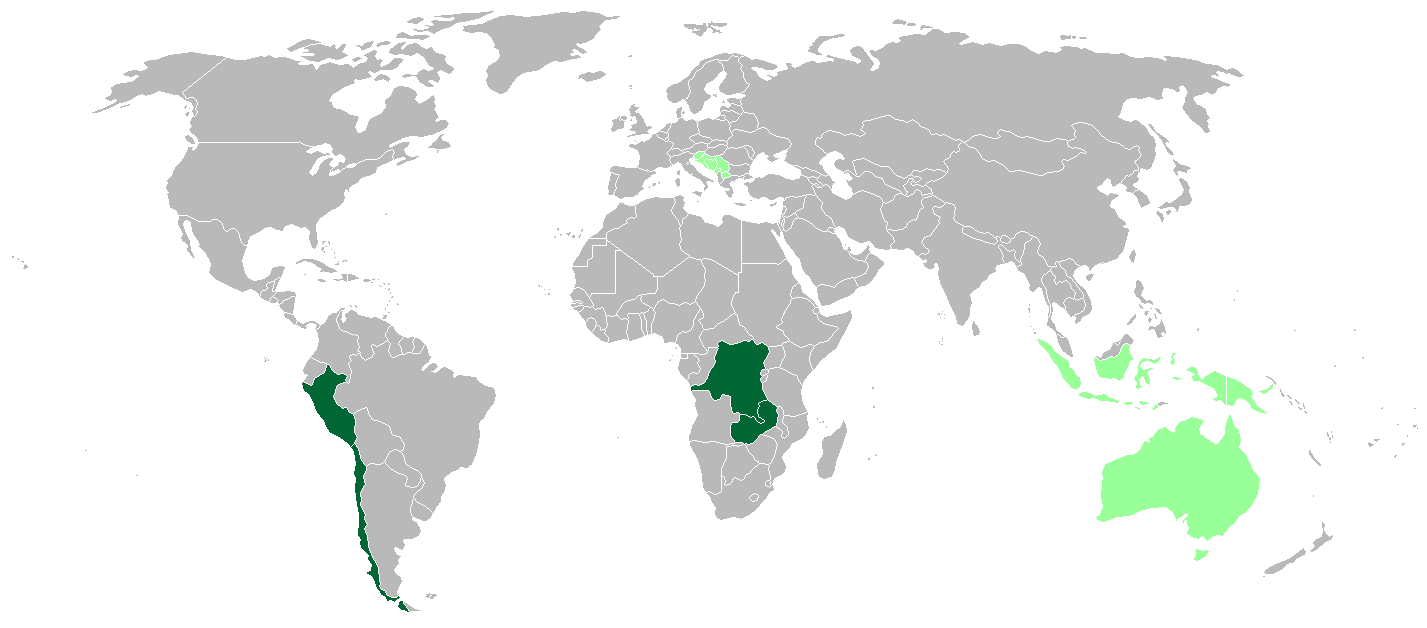
Carte des États membres

Le conseil intergouvernemental des pays exportateurs de cuivre ou CIPEC était un cartel créé en 1967 à Lusaka en Zambie, à l'initiative du Chili, premier producteur et exportateur mondial de cuivre et qui regroupait alors le Pérou, le Zaïre, la Zambie. L'objectif du cartel était de coordonner les politiques des États membres afin d'optimiser les revenus issus de l'exploitation du cuivre. Quatre pays ont rejoint le CIPEC en 1975 : l'Australie, l'Indonésie, la Papouasie-Nouvelle-Guinée, ainsi que la Yougoslavie. Il a cependant été dissous en 1988.
Au total, le CIPEC représentait environ 30 % du marché mondial de cuivre, et plus de 50 % des réserves mondiales connues. La tentative des membres d'obtenir une hausse des prix échoua, notamment durant la crise de 1975-1976. Cela entraîna un changement de politique de la part du Chili, qui mit en définitive fin au cartel. De nombreux experts estiment que le rôle du CIPEC était négligeable car la demande résiduelle à laquelle il était confronté était très élastique (bien plus importante que celle l'OPEP par exemple). L'incapacité à réduire la production durant la période de fonctionnement du CIPEC semble valider cette hypothèse. La cartel disparut ainsi en 1988.